# Finca 60
Finca 60 es un corregimiento del distrito de Changuinola, en la provincia de Bocas del Toro, República de Panamá. Fue fundado el 8 de junio de 2015, segregado del antiguo corregimiento de Changuinola.